# Aruba aux Jeux olympiques d'été de 2004
Aruba participe aux Jeux olympiques d'été de 2004 à Athènes, en Grèce. C'est la cinquième fois que ce pays participe aux Jeux olympiques d'été depuis 1988. Quatre athlètes (trois hommes et une femme) participent dans trois disciplines. La nageuse Roshendra Vrolijk porte le drapeau d'Aruba pendant les cérémonies.

## Contexte
Aruba, île de 100 000 habitants faisant partie du Royaume des Pays-Bas, est située dans la mer des Caraïbes. Aruba quitte les Antilles néerlandaises en 1986, mais les Pays-Bas continuent à s'occuper de ses affaires étrangères. Les Antilles néerlandaises participent aux Jeux olympiques pour la première fois en 1952 à Helsinki en Finlande et la première délégation d'Aruba prend part à ses premiers Jeux olympiques en 1988 à Séoul, en Corée du Sud, deux ans après sa sécession des Antilles néerlandaises. Aruba participe à tous les Jeux d'été entre 1988 et 2004. En 2004, quatre athlètes (trois hommes et une femme), participent dans trois disciplines et quatre épreuves. La nageuse Roshendra Vrolijk porte le drapeau d'Aruba lors des cérémonies.

## Épreuve

### Athlétisme
Pierre de Windt, seul représentant d'Aruba dans les épreuves d'athlétisme, participe au 100 mètres. Né près de la capitale Oranjestad, de Windt est alors âgé de 21 ans. C'est sa première participation aux Jeux olympiques. Le premier tour a lieu le 21 août et de Windt est aligné dans la quatrième série. Il se place sixième avec un temps de 11,02 secondes. L'Américain Shawn Crawford remporte la manche avec un temps de 10,02 secondes. De Windt ne se qualifie pas pour le tour suivant.
| Athlète         | Épreuve    | Premier tour | Premier tour | Quart de finale | Quart de finale | Demi-finale  | Demi-finale  | Finale       | Finale       |
| Athlète         | Épreuve    | Résultat     | Rang         | Résultat        | Rang            | Résultat     | Rang         | Résultat     | Rang         |
| --------------- | ---------- | ------------ | ------------ | --------------- | --------------- | ------------ | ------------ | ------------ | ------------ |
| Pierre de Windt | 100 mètres | 11,02 s      | 6e           | Non qualifié    | Non qualifié    | Non qualifié | Non qualifié | Non qualifié | Non qualifié |

### Haltérophilie
Isnardo Faro est le seul haltérophile d'Aruba aux Jeux olympiques de 2004. Né à Aruba en juillet 1978, Faro il a représenté son pays à l'âge de 18 ans en 1996 à Atlanta, aux États-Unis, où il s'est classé 21e dans la catégorie des poids moyens. Il ne participe pas en 2000 et retourne aux Jeux olympiques en 2004, à 26 ans, dans la catégorie des moins de 94 kg. L'épreuve a lieu le 23 août. Faro a trois essais dans la première phase de la compétition. Il soulève d'abord 132,5 kg puis 137 kg et finalement 140 kg. Pendant la phase suivante, Faro a trois nouveaux essais. Au premier essai, il n'arrive pas à soulever 167,5 kg. Il réussit à soulever ce poids au deuxième essai. À son dernier essai, il n'arrive pas à soulever 175 kg. Son score total est de 307,5 (140 et 167,5). Dix-neuf des vingt-cinq participants terminent l'épreuve et Faro est classé dix-neuvième. Le Bulgare Milen Dobrev est champion olympique avec 407,5 points.
| Athlète      | Épreuve | Snatch   | Snatch | Clean & Jerk | Clean & Jerk | Total | Rang |
| Athlète      | Épreuve | Résultat | Rang   | Résultat     | Rang         | Total | Rang |
| ------------ | ------- | -------- | ------ | ------------ | ------------ | ----- | ---- |
| Isnardo Faro | 94 kg   | 140      | 22e    | 167,5        | 19           | 307,5 | 19e  |

### Natation
Davy Bisslik participe au 100 mètres papillon. Né à Aruba, Bisslik il a participé au 50 mètres libre des Jeux olympiques d'été de 2000 à Sydney, où il s'est classé 62e des qualifications. Bisslik retourne aux Jeux olympiques en 2004 à 22 ans dans une épreuve complètement différent. lors du tour de qualification le 19 août, Bisslik concourt contre sept autres athlètes. Il réalise un temps de 57,85 secondes et se classe dernier de sa manche. Le Tchèque Michael Rubacek remporte la série avec un temps de 54,87 secondes. Of the 59 participants in the qualification round, Bisslik se classe 56e sur les 59 participants des qualifications. Il ne se qualifie pas pour le tour suivant.
Homme
| Athlète      | Épreuve        | Série | Série | Demi-finale  | Demi-finale  | Finale       | Finale       |
| Athlète      | Épreuve        | Temps | Rang  | Temps        | Rang         | Temps        | Rang         |
| ------------ | -------------- | ----- | ----- | ------------ | ------------ | ------------ | ------------ |
| Davy Bisslik | 100 m papillon | 57,85 | 56e   | Non qualifié | Non qualifié | Non qualifié | Non qualifié |

Née à Aruba, Roshendra Vrolijk a participé au 50 mètres libre des Jeux olympiques d'été de 2000 à Sydney à l'âge de 15 ans. Elle retourne aux Jeux olympiques en 2004, à 19 ans, pour prendre part à la même épreuve. Pendant la phase de qualification qui a lieu le 20 août, Vrolijk est alignée dans la quatrième série contre sept autres athlètes. Elle réalise un temps de 28,43 secondes, se classant troisième de sa manche. Elle est 49e sur les 73 athlètes ayant terminé les qualifications et ne se qualifie pas pour les tours suivants.
Femme
| Athlète           | Épreuve    | Série | Série | Demi-finale   | Demi-finale   | Finale        | Finale        |
| Athlète           | Épreuve    | Temps | Rang  | Temps         | Rang          | Temps         | Rang          |
| ----------------- | ---------- | ----- | ----- | ------------- | ------------- | ------------- | ------------- |
| Roshendra Vrolijk | 50 m libre | 28,43 | 49e   | Non qualifiée | Non qualifiée | Non qualifiée | Non qualifiée |